# Saduria entomon
Saduria entomon là một loài chân đều trong họ Chaetiliidae. Loài này được Linnaeus miêu tả khoa học năm 1758.